# Бугровка (Пензенская область)
Бугровка — деревня в Белинском районе Пензенской области России, входит в состав Пушанинского сельсовета.

## География
Деревня расположена на берегу реки Мача в 1 км на юго-восток от центра поселения села Пушанино и в 5 км на юг от райцентра города Белинский.

## История
Основана между 1911 и 1926 годами. C 1928 г. — центр Бугровского сельсовета в Чембарском районе Пензенского округа Средне-Волжской области. C 1939 г. — в составе Мачинского сельсовета Чембарского района Пензенской области.

## Население
| 1926 | 1939 | 1959 | 1979 | 1989 | 1996 | 2002 |
| ---- | ---- | ---- | ---- | ---- | ---- | ---- |
| 798  | ↘532 | ↘349 | ↘299 | ↘259 | ↗279 | ↘229 |
| 2004 | 2010 |      |      |      |      |      |
| ↘226 | ↘188 |      |      |      |      |      |